# 小行星2294
小行星2294（2294 Andronikov）是一颗绕太阳运转的小行星，为主小行星带小行星。该小行星于1977年8月14日发现。
該小行星以蘇聯文學史學家伊拉克利·安德羅尼科夫命名。

## 轨道参数
小行星2294的轨道半长轴为2.5819786 UA，离心率为0.117。